# تام آرایا
تام آرایا (به انگلیسی: Tom Araya) نوازندهٔ گیتار بیس شیلیایی/آمریکایی است که بیشتر به‌عنوان بیسیست و خوانندهٔ گروه ترش متال اسلیر شناخته می‌شود.

## درباره
آرایا زادهٔ ۶ ژوئن ۱۹۶۱ در سانتیاگوی شیلی است. او که فرزند چهارم از ۷ فرزند خانواده‌اش است در ۵ سالگی به‌همراه خانواده‌اش به ساوث گیت کالیفرنیا مهاجرت کردند. آرایا در ۸ سالگی به تشویق برادر بزرگ‌ترش که گیتار می‌نواخت به فراگیری گیتار بیس و همنوازی با او پرداخت. آن‌ها بیشتر قطعاتی از بیتلز و رولینگ‌استونز را اجرا می‌کردند.
در اوائل دههٔ ۸۰ میلادی خواهر کوچک‌تر آرایا به او پیشنهاد کرد در یک دورهٔ آموزشی پزشکی (مربوط به درمان بیماری‌های تنفسی) شرکت کند. پدر آرایا هم بر این باور بود که تام آن دوره را بگذراند و برای خودش شغلی داشته باشد. بالاخره آرایا در دورهٔ تخصصی ۲ سالهٔ آن رشته ثبت‌نام کرد و به فراگیری مباحثی چون تزریق خون و آموزش لوله‌گذاری پرداخت.
در سال ۱۹۸۱ آرایا با کری کینگ آشنا شد و کینگ به او پیشنهاد کرد به اسلیر بپیوندد. آرایا پیشنهاد کینگ را پذیرفت و با مقدار پولی که تابه آنروز به‌عنوان دستمزد از کارش دریافت می‌کرد هزینهٔ اولین آلبوم گروه با نام رحم بی رحم که در سال ۱۹۸۳ منتشر شد را تأمین کرد.
یکی از موضوعات الهام‌بخش برای آرایا در نوشتن متن آهنگ‌های اسلیر، قتل‌های زنجیره‌ای است. او ترانهٔ «۲۱۳» را در مورد جفری دامر و «Dead Skin Mask» را دربارهٔ اد گین نوشته است. او در این‌باره می‌گوید: چرا؟ من دارم سعی می‌کنم بفهمم این آدم‌ها از کجا آمده‌اند و ممکن است بالاخره روزی بفهمم!

## مذهب
با توجه به متن آهنگ‌های اسلیر که در آن‌ها به‌صورت گسترده به موضوع شیطان‌پرستی پرداخته می‌شود همواره این ذهنیت دربارهٔ آرایا وجود داشته که او به‌عنوان خوانندهٔ اسلیر و نویسندهٔ برخی اشعار گروه گرایش‌های شیطانی دارد. اما خود آرایا این موضوع را رد می‌کند و به نظر خودش عقاید او به‌عنوان یک کاتولیک هیچ ربطی به موسیقی و اشعار اسلیر ندارد.

آرایا در مستند متال:سفرکردن یک هدبنگر در پاسخ به این سئوال که او تا چه حد به عنوان آلبوم خدا از همه‌مان بیزار است عقیده دارد می‌گوید: خداوند از ما متنفر نیست. آن نام یک عنوان لعنتی بزرگ است؛ و در جایی دیگر گفته‌است:
همه می‌دانند چه چیزی اشتباه است. چیزهایی که شما انجام‌شان نمی‌دهید. انسان‌هایی که این را متوجه نمی‌شوند هرگز نتوانسته‌اند با درون خود ارتباط معنوی برقرار کنند… اسلیر مانند تمام گروه‌های دیگر می‌خواهد همیشه مورد توجه واقع شود. چه کسی می‌تواند آن‌ها را به‌خاطر این مسئله سرزنش کند؟

## زندگی خصوصی
آرایا در سپتامبر سال ۱۹۹۵ با سندرا آرایا ازدواج کرد که حاصل آن تا به امروز یک فرزند دختر به‌نام اریل (زادهٔ ۱۱ مه ۱۹۹۶) و یک پسر به‌نام توماس انریکه (زادهٔ ۱۴ ژوئن ۱۹۹۹) بوده است.